# 上一インターチェンジ
上一インターチェンジ（サンイルインターチェンジ）は大韓民国ソウル特別市江東区にある首都圏第一循環高速道路のインターチェンジである。

## 歴史
- 1987年12月3日 - 中部高速道路のインターチェンジとして開設。

## 周辺
- 河南市方面

## 隣
首都圏第一循環高速道路
(5) 河南JCT - (6) 上一IC - (7) 江一IC